# Freiwilligendilemma
Das Freiwilligendilemma (engl. Volunteer's dilemma) ist ein Problem aus der Spieltheorie, bei dem kollektiver Gewinn bereits durch einen teilweisen Gewinnverzicht eines einzelnen Akteurs erzielt werden könnte. Es stellt eine spieltheoretische Formalisierung der aus der Sozialpsychologie bekannten Verantwortungsdiffusion dar.
Das 1985 von Andreas Diekmann erstmals untersuchte Freiwilligendilemma wird oft mit dem Fall der unterlassenen Hilfeleistung beim Mord an Kitty Genovese veranschaulicht. Bei diesem Mord in New York beobachteten vermeintlich 38 Zeugen die sich über längere Zeit hinziehende Gewalttat von ihrer Wohnung aus und keiner der Zeugen, von denen jeder einzelne die Anwesenheit der anderen Zeugen bemerkte, leistete Hilfe oder verständigte die Polizei.

## Spieltheoretische Betrachtung
Beim Freiwilligendilemma sind zwei oder mehr Akteure beteiligt ({\displaystyle n\geq 2}). Findet sich ein Freiwilliger (das heißt ein „kooperierender“), erhalten alle beteiligten Akteure die Auszahlung (den Nutzen) {\displaystyle N}. Ein Freiwilliger hat dafür aber die Kosten {\displaystyle K} aufzubringen, die Auszahlung des oder der Freiwilligen beträgt also {\displaystyle N-K}, die Zögernden (in Anlehnung an das Gefangenendilemma auch als Defektierende bezeichnet) erhalten hingegen die Auszahlung {\displaystyle N}.
Wenn die Kosten eines Freiwilligen kleiner sind als der individuelle Nutzen ({\displaystyle N-K\geq 0}), gibt es jeweils ein Nash-Gleichgewicht, wenn eine Person kooperiert, die anderen aber nicht. Dieses Gleichgewicht ist zudem Pareto-optimal. Da das Gleichgewicht aber bei symmetrischer Ausgangssituation asymmetrisch ist, ist es ohne Absprachen oder Verträge nicht zu erreichen. In gemischten Strategien gibt es ein weiteres Nash-Gleichgewicht, und zwar mit folgender Kooperationswahrscheinlichkeit:
{\displaystyle p\ast =1-{\sqrt[{n-1}]{\frac {K}{N}}}}
Falls hingegen die Kosten für einen Freiwilligen den Nutzen übersteigen, wird die Defektion (also das Nichtstun) zur dominierenden Strategie. Das Nichtstun aller Akteure stellt somit ein Nash-Gleichgewicht in dominanten Strategien dar. Dieses Nash-Gleichgewicht ist ein Pareto-Optimum, da keine andere Strategienkombination einen (oder gar beide) der Akteure besserstellt, ohne dass einer der Akteure einen Nachteil erleidet.